# Consolida incana
Consolida incana là một loài thực vật có hoa trong họ Mao lương. Loài này được (E.D.Clarke) Munz mô tả khoa học đầu tiên năm 1967.